# صدف کنارصاف
صدف کنارصاف (نام علمی: Mya truncata) نام یک گونه از زیررده ناجوردندانگان است.